# フリースタイルスキー・ワールドカップ 1999-2000
フリースタイルスキー・ワールドカップ 1999-2000は1999年9月11日から2000年3月17日まで開催された21シーズン目となるフリースタイルスキー・ワールドカップである。

## 競技種目
前シーズンに引き続き、エアリアル（AE）、モーグル（MO）、デュアルモーグル（DM）、アクロ（AC）の4種目が行なわれた。ただし、アクロは3戦に満たない為、総合順位は未決定である。エアリアル、モーグル、デュアルモーグルの各最終戦はイタリアのソンドリオ県で第1回のスーパーファイナルとして他のスキー競技と共に行なわれた。

## 日程
| 年     | 月日     | 種目 | 開催地           | 優勝者                   | 優勝者                 |
| 年     | 月日     | 種目 | 開催地           | 男子                     | 女子                   |
| ------ | -------- | ---- | ---------------- | ------------------------ | ---------------------- |
| 1999年 | 9月11日  | AE   | マウント・ブラー | アレクセイ・グリチン     | ジャッキー・クーパー   |
| 1999年 | 9月12日  | AE   | マウント・ブラー | アレクセイ・グリチン     | ジャッキー・クーパー   |
| 1999年 | 11月27日 | DM   | タンダダーレン   | ステファン・ローション   | カーリー・トロー       |
| 1999年 | 11月27日 | MO   | タンダダーレン   | ミッコ・ロンカイネン     | カーリー・トロー       |
| 1999年 | 12月4日  | AE   | ブラッコム       | ニコラス・フォンティーン | ナタリア・オルコワ     |
| 1999年 | 12月5日  | DM   | ブラッコム       | ヤンネ・ラハテラ         | カーリー・トロー       |
| 2000年 | 1月8日   | MO   | ディアバレー     | ヤンネ・ラハテラ         | サンドラ・シュミット   |
| 2000年 | 1月9日   | AE   | ディアバレー     | ジョー・パック           | ジャッキー・クーパー   |
| 2000年 | 1月15日  | MO   | モントランブラン | ヤンネ・ラハテラ         | カーリー・トロー       |
| 2000年 | 1月16日  | AE   | モントランブラン | 中止                     | 中止                   |
| 2000年 | 1月21日  | AC   | ヘブンリー       | イアン・エドモンドソン   | イェレナ・バタロワ     |
| 2000年 | 1月22日  | MO   | ヘブンリー       | ヤンネ・ラハテラ         | アン・バテル           |
| 2000年 | 1月23日  | AE   | ヘブンリー       | カイル・ニッセン         | ヴェロニカ・ブレンナー |
| 2000年 | 1月29日  | DM   | 斑尾高原         | 附田雄剛                 | サンドラ・シュミット   |
| 2000年 | 1月30日  | MO   | 斑尾高原         | サミ・ムストネン         | タミ・ブラッドリー     |
| 2000年 | 2月5日   | MO   | 猪苗代町         | ヤンネ・ラハテラ         | アン・バテル           |
| 2000年 | 2月26日  | AE   | ピアンカヴァッロ | エリック･ベルゴースト    | ジャッキー・クーパー   |
| 2000年 | 3月4日   | AC   | オヴィンドリ     | イアン・エドモンドソン   | イェレナ・バタロワ     |
| 2000年 | 3月15日  | MO   | リヴィーニョ     | ヤンネ・ラハテラ         | サンドラ・シュミット   |
| 2000年 | 3月16日  | DM   | リヴィーニョ     | ヤンネ・ラハテラ         | マリア・エルフマン     |
| 2000年 | 3月17日  | AE   | リヴィーニョ     | ニコラス・フォンティーン | ヴェロニカ・ブレンナー |

## 総合成績

### オーバーオール
| 順位 | 名前                     | ポイント |
| ---- | ------------------------ | -------- |
| 1位  | ヤンネ・ラハテラ         | 100      |
| 2位  | ニコラス・フォンティーン | 95       |
| 3位  | アレクセイ・グリチン     | 94       |

| 順位 | 名前                   | ポイント |
| ---- | ---------------------- | -------- |
| 1位  | ジャッキー・クーパー   | 98       |
| 2位  | ヴェロニカ・ブレンナー | 95       |
| 3位  | マリア・エルフマン     | 94       |
| 3位  | アン・バテル           | 94       |

### エアリアル
全7戦が行なわれた。有効ポイント制により7戦中の5戦（75％）が有効で、ポイントは500点満点となる。男子はニコラス・フォンティーンが史上初の4連覇を達成した。女子はジャッキー・クーパーが2連覇を果たした。
| 順位 | 名前                     | ポイント |
| ---- | ------------------------ | -------- |
| 1位  | ニコラス・フォンティーン | 476      |
| 2位  | アレクセイ・グリチン     | 468      |
| 3位  | ジョー・パック           | 456      |

| 順位 | 名前                       | ポイント |
| ---- | -------------------------- | -------- |
| 1位  | ジャッキー・クーパー       | 488      |
| 2位  | ヴェロニカ・ブレンナー     | 476      |
| 3位  | ヒルデ・シーナヴェ・リッド | 432      |

### モーグル
全7戦が行なわれた。有効ポイント制により7戦中の5戦が有効で、ポイントは500点満点となる。男子はヤンネ・ラハテラが5戦で優勝して500点満点を獲得し連覇を果たした。女子はマリア・エルフマンとアン・バテルが同点で総合優勝が2人となった。
| 順位 | 名前                             | ポイント |
| ---- | -------------------------------- | -------- |
| 1位  | ヤンネ・ラハテラ                 | 500      |
| 2位  | サミ・ムストネン                 | 440      |
| 3位  | ピエール＝アレキサンダー・ルソー | 424      |
| 3位  | ラウリ・ラッシラ                 | 424      |

| 順位 | 名前                 | ポイント |
| ---- | -------------------- | -------- |
| 1位  | マリア・エルフマン   | 468      |
| 1位  | アン・バテル         | 468      |
| 3位  | サンドラ・シュミット | 464      |

### デュアルモーグル
全4戦が行なわれた。4戦のみのため全戦が有効でポイントは400点満点である。男子はシングルモーグルの総合優勝者のヤンネ・ラハテラがデュアルでも総合優勝して2冠を達成した。女子は2年ぶりにカーリー・トローが総合優勝した。
| 順位 | 名前                   | ポイント |
| ---- | ---------------------- | -------- |
| 1位  | ヤンネ・ラハテラ       | 368      |
| 2位  | ステファン・ローション | 357      |
| 3位  | ヨハン・グレゴワール   | 304      |

| 順位 | 名前                 | ポイント |
| ---- | -------------------- | -------- |
| 1位  | カーリー・トロー     | 372      |
| 2位  | アン・バテル         | 364      |
| 3位  | サンドラ・シュミット | 356      |